# Antoine Darquier

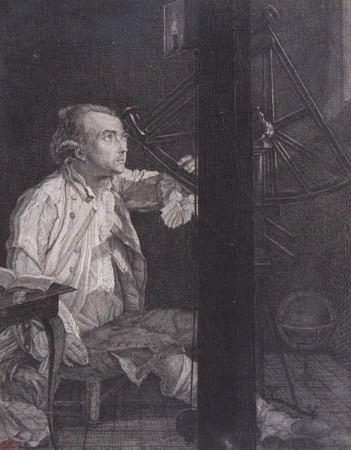
Léonard Defrance: Antoine Darquier de Pellepoix

Antoine Darquier de Pellepoix (Toulouse, 23 de noviembre de 1718-ibidem, 18 de enero de 1802) fue un astrónomo francés que observó después de Charles Messier a la nebulosa del Anillo, durante el mes de febrero del año 1779.